# トゲヤマガメ
トゲヤマガメ（棘山亀、学名：Heosemys spinosa）は、イシガメ科オオヤマガメ属に分類されるカメ。オオヤマガメ属の模式種。

## 分布
インドネシア（スマトラ島、ボルネオ島）、シンガポール、タイ南部、フィリピン（ミンダナオ島、スールー諸島）、マレーシア、ミャンマー南部
模式標本の産地（模式産地）はペナン島周辺（マレーシア）

## 形態
最大甲長18~22.5センチメートルとオオヤマガメ属最小種。背甲はやや扁平で、上から見ると幅広い俵型。背甲の前縁および後縁には浅い切れ込みが入る。項甲板は小型で、楔形。椎甲板は縦幅よりも横幅の方が長い。椎甲板には筋状の盛り上がり（キール）があるが、老齢個体では不明瞭になる。背甲の色彩は褐色で、キールやその周辺は淡黄褐色。喉甲板は突出せず、左右の喉甲板の間には切れ込みが入らない。腹甲の色彩は黄色や黄褐色で放射状に黒や暗褐色の斑紋が入るが、老齢個体では不明瞭になることもある。
頭部はやや小型。吻端はわずかに突出する。咬合面は狭く、突起や稜がない。顎を覆う角質（嘴）は鋸状に尖らない。頭部の色彩は褐色や灰褐色、暗褐色で、鼓膜上部に黄色い斑点が入るが消失する個体もいる。指趾の間には水かきがあまり発達しない。
幼体の背甲は上から見るとほぼ円形や五角形。縁甲板の外縁は鋭く尖り、先端は一尖や二尖。またキール後部や肋甲板、喉甲板前端にも棘状突起がある。種小名spinosaは「棘がある、棘の多い」の意で、幼体の形態に由来し和名や英名と同義。これらの棘は外敵に捕食されにくくするのに役立つと考えられている。背甲の色彩は淡褐色。成長に伴い棘状突起は消失し、背甲の色彩は暗くなる。
オスは腹甲の中央部が凹む。また尾が太くて長く、尾をまっすぐに伸ばした状態では総排出孔全体が背甲の外側にある。メスは腹甲の中央部が凹まないかわずかに膨らむ。また尾が細くて短く、尾をまっすぐに伸ばしても総排出孔の一部が背甲よりも内側にある。さらにメスの成体は背甲後部と腹甲後部が骨の縫合から靭帯による結合に変わり、腹甲に可動性ができる。これにより大型の卵が産みやすくなると考えられている。

## 生態
標高900メートル以下の丘陵や低山地にある熱帯雨林や熱帯モンスーン林を流れる渓流、池沼、湿原の周辺などに生息する。陸棲。木の枝や落ち葉などの堆積物に潜って休む。
食性は観察例や糞の内容物から植物食と考えられている。
繁殖形態は卵生。雨季に交尾を行い、乾季に卵を産むと考えられている。飼育下では1回に1-3個の卵を産んだ例がある。卵は26-30℃の環境下において106日で孵化した例がある。

## 人間との関係
生息地や中華人民共和国では食用とされることがある。
開発や森林火災による生息地の破壊、食用やペット用の乱獲などにより生息数が減少している。2003年にワシントン条約附属書IIに掲載された。タイやミャンマーでは法的に保護の対象とされ商業目的の輸出が禁止され、シンガポールやフィリピンでも輸出は厳しく制限されている。
ペット用に飼育されることもあり、日本にも輸入されている。インドネシア産やマレーシア産の野生個体が流通する。生息数の減少やワシントン条約に掲載されたことにより、流通量は減少している。テラリウムで飼育される。乾燥に弱く床材に潜ることを好むため腐葉土やヤシ殻土などの湿度を保つことのできる床材を、甲羅が埋もれるほどの深さで敷く。甲高の半分程度の水深で全身が漬かれる水容器を設置し、飲水を行うだけでなく水中で排泄することも多いため水は清潔な状態を保つようにする。熱帯に生息するため低温に弱いが、高温にも弱く気温の高い環境では不活発になったり餌食いが悪くなる個体が多い。室内飼育では爬虫類用の紫外線を照射する蛍光灯は点灯した方がいいが、森林棲のためか強い光を放つ照明器具を嫌う傾向がある。餌として刻んだ野菜や果物などの植物質を主に与えるが、飼育下では配合飼料に餌付く個体もいる。幼体は雑食傾向があるが動物質が多い餌のみを与え続けると、発育異常を引き起こしたり突然死する可能性がある。